# Hadselfjorden
Hadselfjorden er et sund i Vesterålen som adskiller Hadseløya i nordvest fra Austvågøya i syd og Hinnøya i øst. I nordøst går Hadselfjorden over i Sortlandssundet, som skiller Langøya og Hinnøya. Sydøst for Hadselfjorden skiller Raftsundet Austvågøya og Hinnøya.
Mellem Melbu og Fiskebøl går der færge over Hadselfjorden. Tidligere var der også færge mellem Stokmarknes og Kaljord på Hinnøya.
Da Lofotens fastlandsforbindelse Lofast blev planlagt ville mange i Hadsel have en undersøisk tunnel mellem Hadseløya og Austvågøya. Men det blev i stedet bestemt at bygge Lofotens fastlandsforbindelse mod Raftsundet og Gullesfjordbotn i Kvæfjord. Blandt argumentene for ikke at bygge tunnel under Hadselfjorden var at en sådan tunnel ville blive lang (ca. 8 km) og relativt dyb, og at der er en vis jordskælvsaktivitet i området.

## Ekstern henvisning
1. ↑  Hadselfjorden på Norgeskart.no fra Statens kartverk

- Nyhetsartikkel om padling over Hadselfjorden i badekar... (Webside ikke længere tilgængelig)